# Чиклова-Монтане
Чиклова-Монтане (рум. Ciclova Montană) — село у повіті Караш-Северін в Румунії. Адміністративно підпорядковане місту Оравіца.
Село розташоване на відстані 351 км на захід від Бухареста, 32 км на південний захід від Решиці, 90 км на південний схід від Тімішоари.

## Населення
За даними перепису населення 2002 року у селі проживали 636 осіб. Рідною мовою 627 осіб (98,6%) назвали румунську.
Національний склад населення села:
| Національність | Кількість осіб | Відсоток |
| -------------- | -------------- | -------- |
| румуни         | 622            | 97,8%    |
| німці          | 8              | 1,3%     |